# Расстрел военнопленных на острове Кефалония
Расстрел военнопленных на острове Кефалония, также известный как Кефалонийская резня (итал. Eccidio di Cefalonia), — массовое убийство бойцов итальянского гарнизона острова Кефалония, совершённое солдатами вермахта в сентябре 1943 года.
После капитуляции Италии во Второй мировой войне подполковник вермахта Йоханнес Барге выдвинул итальянскому гарнизону Кефалонии ультиматум с требованием присоединиться к немецкой армии либо разоружиться. В отсутствие чётких указаний из штаба армии бойцы 33-й пехотной дивизии «Акви» приняли решение оказать вооружённое сопротивление. 22 сентября итальянские войска капитулировали, исчерпав боеприпасы и потеряв 1315 человек. В последующие дни солдаты вермахта расстреляли более 5000 военнопленных. Это один из крупнейших массовых расстрелов военнопленных войны и одно из самых масштабных военных преступлений вермахта, в частности совершённых 1-й горнострелковой дивизией.

## История

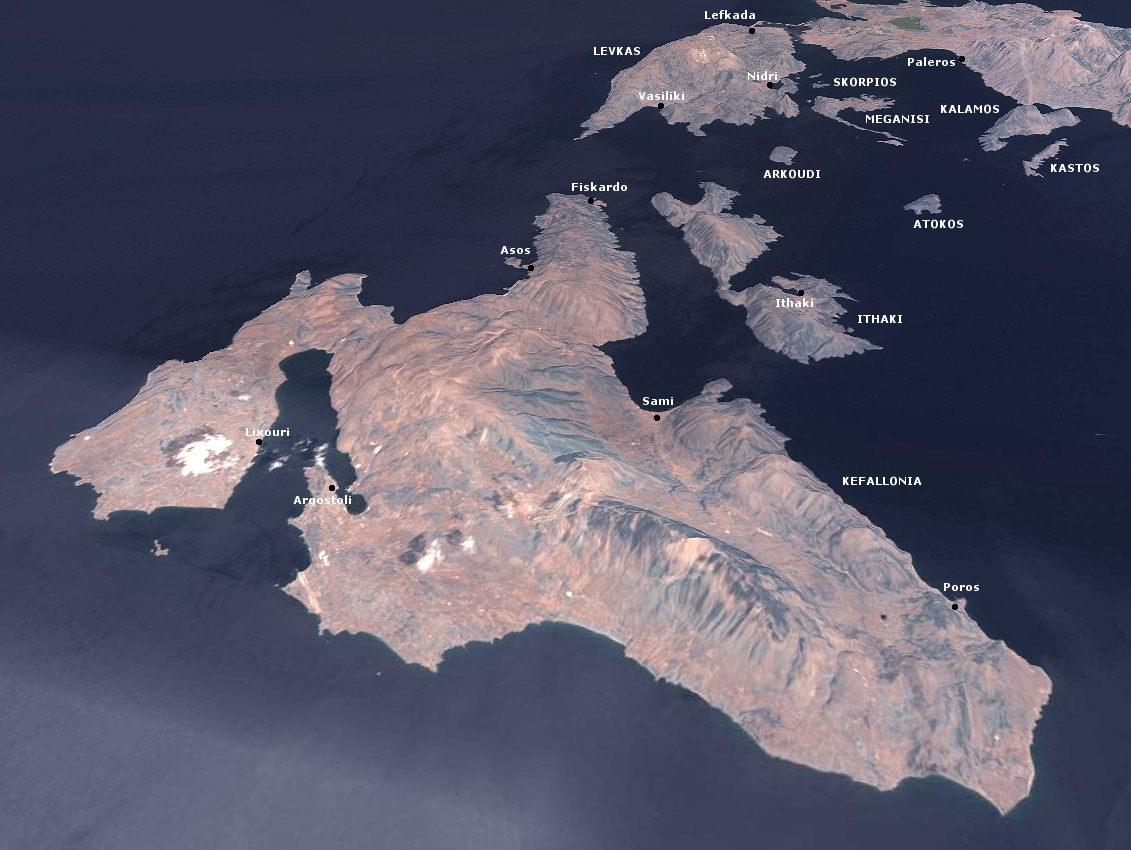
остров Кефалония.

После поражения Греции в апреле — мае 1941 года страна была разделена на германскую, итальянскую и болгарскую зоны оккупации. Итальянцы оккупировали часть материковой Греции и большинство греческих островов. Гарнизоном острова Кефалония с мая 1943 года стала итальянская 33-я пехотная дивизия «Акви». Дивизия насчитывала 11 500 солдат и 525 офицеров и состояла из двух пехотных полков (17-й и 317-й), 33-го артиллерийского полка, 19-го и 27-го легионов чернорубашечников и вспомогательных подразделений. Дивизия располагала береговыми батареями, торпедными катерами и двумя самолётами. Кроме того, 18-й полк дивизии был расквартирован на острове Керкира. 18 июня 1943 года командование дивизией принял 52-летний генерал Антонио Гандин, получивший на Восточном фронте немецкий Железный крест.
После успехов союзников в Тунисе немцы решили усилить своё присутствие в Греции, желая тем самым принять меры на случай, если Италия заключит с союзниками сепаратный мир. 6 июля 1943 года на Керкиру прибыли 2000 солдат 966-го гренадёрского полка во главе с полковником Иоганнесом Барге (нем. Johannes Barge), усиленные 810-м и 966-м гарнизонными батальонами, батареей самоходных орудий и девятью танками.
После заключённого в сентябре 1943 года перемирия между Италией и союзниками генерал Гандин оказался перед дилеммой: сдаться немцам, которые уже были готовы к неожиданностям и начали разоружение итальянских гарнизонов в других местах или сопротивляться. Гандин запросил указания от начальства и начал переговоры с полковником Барге.
8 сентября 1943 года, в день, когда перемирие было обнародовано, генерал Веккьярелли, командовавший 170-тысячной итальянской оккупационной армией в Греции, послал телеграмму в Генштаб, с копией Гандину. Веккьярелли приказывал атаковать немцев только в случае, если последние атакуют итальянские войска. В приказе указывалось, что итальянцы не должны «действовать сообща» с греческими партизанами и даже с союзниками, если те высадятся в Кефалонии.
На случай нападения немцев приказ Веккьярелли не давал чётких указаний, он основывался на директиве Бадольо, гласившей, что итальянцы должны ответить с «максимальной решительностью» на любую угрозу с любой стороны.
Таким образом, приказ всё же предусматривал, что итальянцы должны сопротивляться нападению немцев на них, но прямо об этом не было сказано. В 22:30 того же дня Гандин получил приказ, непосредственно от генерала Амброзио, отправить немедленно свои военные и торговые суда в Бриндизи, как того требуют условия перемирия. Гандин выполнил приказ, тем самым теряя возможные средства спасения. Усложняя ещё более обстановку, Бадольо согласился, после свержения Муссолини, на объединение двух армий под германским командованием, для того чтобы успокоить немцев. Таким образом, Веккьярелли и Гандин находились под немецким командованием, хотя Италия заключила соглашение о перемирии с союзниками. Это дало немцам право считать итальянцев, в случае их неподчинения приказам, мятежниками.
Утром 9 сентября Гандин встретился с Барге и ввёл его в заблуждение, заявив, что не получал никаких приказов. Двое офицеров понравились друг другу. У них было много общего, Гандин был настроен прогермански и любил Гёте. Именно прогерманская ориентация Гандина было причиной того, что генерал Амброзио отослал его из Италии в дивизию «Акви», опасаясь, что он может встать на сторону немцев, против заговора с целью свержения Муссолини. Офицеры разошлись в хороших отношениях, согласившись ждать приказов, и договорившись, что ситуация должна быть разрешена мирным путём.
11 сентября итальянское верховное командование направило два чётких указания Гандину о том, что «немецкие войска должны рассматриваться как враждебные», и что «против попытки разоружения немецкими войсками нужно сопротивляться с оружием». В тот же день Барге передал Гандину ультиматум, предоставив ему одно из трёх решений:

1. Продолжить борьбу на стороне Германии
2. Сражаться против немцев
3. Мирно сдать оружие

Гандин вынес ультиматум на обсуждение со своими старшими офицерами и 7 капелланами. Шестеро капелланов и все старшие офицеры советовали ему принять сторону немцев, в то время как один из капелланов предложил немедленно сдаться. Однако Гандин не мог согласиться присоединиться к немцам, так как это было бы против приказа короля, согласно информации Бадольо. Он также не хотел сражаться против них, потому что, по его словам, «они воевали с нами и для нас, бок о бок». С другой стороны сдача оружия нарушала дух перемирия.
Несмотря на приказы Ставки, Гандин продолжил переговоры.

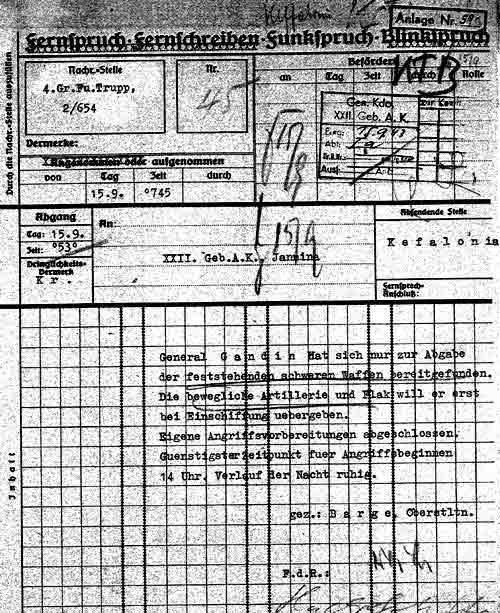
Телеграмма Барге своему начальству с рапортом о том, что Гандин решил сдать только тяжёлое оружие и что немецкие войска готовы атаковать

Гандин согласился вывести своих солдат из стратегической позиции на горе Кардаката, «нервного центра» острова, в обмен на обещание немцев не доставлять подкрепления из материковой Греции. 12 сентября Гандин сообщил, что он готов сдать оружие «Акви», согласно рапорту полковника Барге своему начальству в XXII горном корпусе.
Однако Гандин находился под давлением младших офицеров, не желавших соглашения с немцами и угрожавших мятежом.
18-й полк дивизии «Акви» на острове Керкира в полночь 12—13 сентября сообщил по рации, что они отвергли соглашение с немцами. Гандин получил информацию из достоверных источников, что сдавшиеся солдаты были депортированы, а не репатриированы.
13 сентября немецкий конвой из 5 судов подошёл к столице острова, Аргостолиону. Итальянские офицеры артиллерии, по собственной инициативе, приказали оставшимся батареям открыть огонь, потопив 2 немецких десантных корабля. Погибло 5 немцев.
В ту же ночь Гандин обратился к своим войскам с опросом, по сути, содержавшим те же три представленные ему варианта:

1. присоединиться к немцам
2. сдаться и быть репатриированными
3. оказать сопротивление германским войскам

Ответ войск был в пользу третьего предложения большинством голосов, но нет информации о точных числах этого большинства.
14 сентября Гандин отказался от соглашения, предлагая сдать только тяжелую артиллерию с тем, чтобы немцы покинули остров, требуя ответа в 9:00 следующего дня.

### Бой с немцами
Переговоры зашли в тупик. Немцы были готовы решить вопрос силой и предоставили итальянцам ультиматум, срок действия которого истекал в 14:00 15 сентября.
Утром 15 сентября немецкая авиация начала бомбардировку итальянских позиций пикирующими бомбардировщиками Junkers Ju 87.
На суше итальянцы изначально имели превосходство и взяли в плен около 400 немцев.
Однако 17 сентября немцы высадили «боевую группу Hirschfeld», состоящую из III./98 и 54-го горнострелковых батальонов элитной первой горнострелковой дивизии, вместе с I./724 егерским батальоном (104-я егерская дивизия), под командованием майора Харальда фон Хиршфельда.
98-й горнострелковый полк принял участие во многих зверствах по отношению к гражданскому населению Эпира в месяцы, предшествовавшие бойне Акви.
В то же время немцы начали разбрасывать листовки, призывая итальянцев капитулировать. В листовках говорилось:
«Товарищи итальянцы, офицеры и солдаты, почему вы воюете против немцев? Вас предали ваши лидеры!… СЛОЖИТЕ ОРУЖИЕ!! ДОРОГА НА РОДИНУ БУДЕТ ОТКРЫТА ВАШИМИ ГЕРМАНСКИМИ ТОВАРИЩАМИ'».
Гандин неоднократно просил помощь от военного министерства в Бриндизи, не получив ответа. Он даже отправил в министерство эмиссара Красного Креста, но когда тот прибыл в Бриндизи три дня спустя, было уже слишком поздно.
300 самолётов, верных Бадольо, были расположены в Лечче, на юге Италии, в радиусе досягаемости Кефалонии, и были готовы вмешаться. Но союзники не допустили вылета, опасаясь их перехода на сторону немцев. Кроме того, двум итальянским миноносцам, следовавшим в Кефалонию, было приказано вернуться по тем же причинам.
Греческое население и маленькие, в силу размеров острова, отряды ЭЛАС великодушно оказывали помощь своим бывшим оккупантам.
Немцы пользовались полным превосходством в воздухе, их войска имели опыт войны, в отличие от новобранцев «Акви», которые не могли им противостоять.
Кроме того, оставив позицию на горе Кардаката, Гандин дал немцам дополнительное стратегическое преимущество.
После нескольких дней боев, в 11:00 часов 22 сентября, следуя приказам Гандина, последние итальянцы сдались, исчерпав боеприпасы и потеряв 1315 человек погибшими.
Согласно немецким источникам, потери составили 300 немцев и 1200 итальянцев.

## Резня
Резня началась 21 сентября и продолжалась в течение одной недели.
После итальянской капитуляции Гитлер издал приказ, позволявший казнить любого итальянского офицера, кто сопротивлялся, «за измену», а 18 сентября OKW издало приказ о том, что «из-за коварного и предательского поведения итальянцев на Кефалонии пленных не брать».
Немецкие горнострелки начали расстрелы итальянских заключенных группами от четырёх до десяти человек.
Немцы сначала убивали сдавшихся итальянцев на месте, используя пулемёты. Когда группа баварских солдат возразила против этой практики, последовала угроза их собственного расстрела. После этого пленные были переведены в муниципалитет Сан-Теодоро, где расстреливались группами по 8 человек.
Генерал Гандин и 137 старших офицеров, после группового приговора военно-полевого трибунала, были расстреляны 24 сентября, и их тела были выброшены в море.
Перед казнью каждому офицеру было сообщено, что он был казнён за измену, учитывая решение Бадольо о объединении немецких и итальянских войск в Греции под немецким командованием.
Генерал Гандин был расстрелян первым. Перед казнью он бросил свой Железный крест в грязь.
Ромуальдо Формато, один из семи капелланов «Акви» и один из немногих выживших, писал, что во время резни итальянские офицеры плакали, молились и пели. Многие выкрикивали имена своих матерей, жён и детей.
По рассказу Формато, три офицера обнялись и заявили, что они были товарищами при жизни, и теперь пойдут вместе в рай, в то время как другие копались в траве, словно пытаясь убежать. В одном месте Формато вспоминал: «Немцы обошли нас, предлагая медицинскую помощь раненым. Когда около 20 человек поползли вперёд, пулемётный залп прикончил их».
Многие дали Формато свои личные вещи для передачи семьям в Италии. Однако немцы конфисковали предметы, и Формато не мог уточнить число убитых офицеров.
Казни офицеров продолжались до момента, когда пришёл немецкий офицер и помиловал итальянцев, которые могли доказать, что они были из Триеста и Тренто, аннексированных Гитлером после 8 сентября. Видя эту возможность, Формато плакал и умолял офицера остановить убийства и спасти несколько оставшихся офицеров. Немецкий офицер ответил, что он проконсультируется со своим командиром. Во время отсутствия немецкого офицера Формато молился и читал Аве Мария. Когда офицер вернулся через полчаса, он сообщил Формато, что расстрел офицеров приостановлен. Число итальянских выживших офицеров составило 37, в их числе и капеллан Формато. После передышки немцы поздравили оставшихся итальянцев и предложили им сигареты.
После отсрочки немцы заставили 20 итальянских моряков погрузить тела офицеров на плоты и вывезти их в море. Немцы взорвали плоты с итальянскими моряками на них.
Австриец Альфред Рихтер, один из участников резни, рассказал, что солдат, который пел арии для немцев в местных тавернах, был вынужден петь, в то время как его товарищей казнили. Судьба этого солдата неизвестна.
Рихтер добавил, что он и его товарищи в ходе событий ощущали бред величия. Большинство солдат полка были австрийцами.
По словам Рихтера, итальянцы были убиты после сдачи солдатам 98-го полка. Он рассказал, что тела убитых выстрелом в голову были брошены в кучи. Солдаты 98-го полка начали снимать сапоги павших итальянцев для собственных нужд. Рихтер также отметил, что группы итальянцев, захваченных в карьерах и садах деревни Франгата, были расстреляны из пулемётов. Убийства продолжались в течение двух часов, во время которых очереди пулемётов и крики жертв были слышны в домах деревни.
Тела около 5000 казнённых были сожжены в массовых погребальных кострах, после чего в воздухе острова стоял густой запах горящей плоти, или были выброшены в море.
Многие, по словам Амоса Пампалони, одного из оставшихся в живых, были казнены на глазах у греческого населения в гавани города Аргостоли 23 сентября 1943 года и их тела остались разлагаться на маленьких улочках, после чего смрад был невыносимый до того, что он не мог оставаться там достаточно долго, чтобы сфотографировать бойню.
Тела, обвязанные камнями, были также брошены в море.
Кроме того, немцы не разрешили солдатам «Акви» хоронить своих мертвецов.
Капеллан взял на себя обязанность искать тела и кости, разбросанные по всему острову. Несколько солдат были спасены с помощью греческого населения и греческих партизан ЭЛАС. Один из выживших был доставлен водителем такси тяжело раненным в кефалонийский дом, где пережил войну, и живёт сегодня в Комо.
Около 2 тысяч итальянских пленных утонули, когда судно «Синфра», перевозя их в лагеря для военнопленных, затонуло после воздушной атаки союзников у бухты Суда в Критском море. Ещё 840 итальянских военнопленных погибли, когда шлюп «Ардена» подорвался на мине у Аргостоли и затонул.
Эти потери и подобные им из итальянских гарнизонов Додеканеса, были также результатом германской политики, после того как Гитлер дал указание местным немецким командирам отказаться от «всех мер предосторожности» во время транспортировки заключенных, «независимо от потерь».

## Последствия

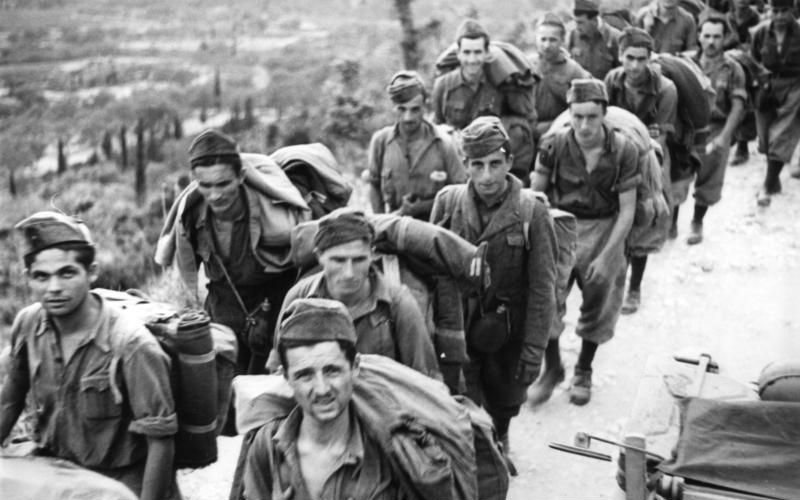
Итальянские солдаты, взятые в плен немцами на острове Керкира, сентябрь 1943.

События в Кефалонии были повторены в меньшей степени в другом месте. На Керкире 8-тысячный итальянский гарнизон состоял из трёх подразделений, в их числе 18-й полк «Акви». 24 сентября немцы высадились на острове (под характерным кодовым названием «Операция Измена»), а на следующий день они принудили итальянцев к капитуляции.
Все 280 итальянских офицеров на острове были казнены в течение двух дней по приказу генерала Ланца, в соответствии с директивой Гитлера. Тела были выброшены в море.
Подобные казни офицеров также произошли после боя за остров Кос, когда итальянский командир и 90 его офицеров были расстреляны.
В октябре 1943 года, после того как Муссолини был освобождён и создал фашистскую Республику в Северной Италии, немцы предоставили остальным итальянским заключённым выбор:

1. Продолжать борьбу на стороне Германии
2. Принудительный труд на острове
3. Концентрационные лагеря в Германии

Большинство итальянцев предпочли второе предложение.
В январе 1944 года Бенито Муссолини получил доклад капеллана после того как Аурелио Гароббио, швейцарский фашист из италоязычного кантона Тичино, информировал его о событиях. Муссолини был разъярён тем, что было сделано немцами, хотя он считал офицеров «Акви» предателями в большей степени, чем её солдат. Тем не менее в разговоре с Гароббио, после того как последний заметил, что немцы не проявляли пощады, он сказал: 
Но наши мужи защитили себя, вы знаете. Они потопили несколько немецких десантных кораблей. Они сражались так, как итальянцы умеют сражаться [sic].

## Судебное преследование

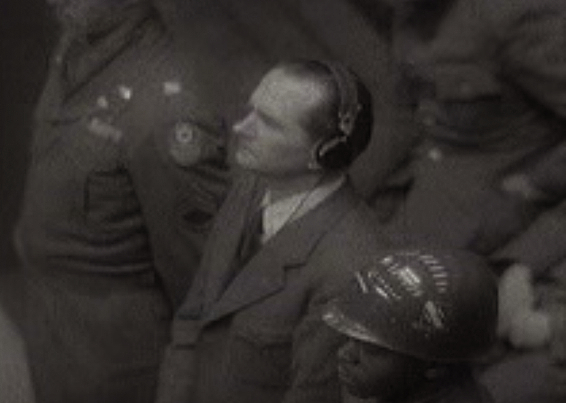
Слушание дела генерала Ланца

Майор Харальд фон Хиршфельд так и не был осуждён за свою роль в массовых убийствах: в декабре 1944 года он стал самым молодым генералом вермахта. Был убит на Дукельском перевале (Польша) в 1945 году. Только командир Хиршфельда, генерал Хуберт Ланц, был приговорён к 12 годам лишения свободы за так называемое «Юго-Восточное дело» (зверства вермахта в Греции, Югославии и Албании) на Нюрнбергском процессе, за резню Кефалонии, а также участие его людей в других зверствах в Греции, таких, как Резня в Коммено 16 августа 1943 года.
Он был освобожден в 1951 году и умер в 1982 году. Полковник Барге не был на острове во время бойни. Впоследствии он был награждён Рыцарским Крестом за свою службу на Крите. Он умер в 2000 году.
Причиной мягкого приговора Ланца было то, что суд в Нюрнберге был введён в заблуждение ложными показаниями и не верил, что резня произошла, несмотря на книгу отца Формато, опубликованную в 1946 году, за год до суда.
Поскольку были сомнения в том, кем был дан приказ, Ланцу было предъявлено обвинение только в гибели Гандина и офицеров.
Ланц также солгал суду, заявив, что он отказался подчиниться приказу Гитлера казнить заключенных и был возмущён им. Он утверждал, что рапорт в группу армий Е о том, что 5000 солдат были расстреляны, был лишь уловкой, чтобы ввести в заблуждение командование армии, чтобы скрыть тот факт, что он не подчинился приказу фюрера. Он добавил, что менее десятка офицеров были расстреляны, а остальная дивизия «Акви» была доставлены в Пирей через Патры.
В показаниях Ланцу помогали под присягой другие весьма уважаемые немцы, образцовые в послевоенной жизни, такие, как генерал фон Бутлар из личного персонала Гитлера, который участвовал в Ардеатинах (Массовое убийство в Ардеатинских пещерах). Эти немцы были с Ланцем в сентябре 1943 года и поклялись, что резни не было. Кроме того, по неизвестным причинам, итальянская сторона так и не представила никаких доказательств о массовых убийствах на Нюрнбергском процессе. Предположительно, итальянцы, не оправившиеся от неблагоприятных условий перемирия, отказались сотрудничать с судом. Учитывая обстоятельства, суд принял позицию Ланца, что он предотвратил убийства, и что событие не произошло. В результате Ланц получил более мягкое наказание, нежели генерал Рендулич. Защита Ланца подчеркнула тот факт, что обвинение не представило какого-либо доказательства резни и утверждала, что у Гандина не было никакого приказа о применении силы от военного министерства в Бриндизи. Поэтому, по логике защиты, он был мятежником, который не имел права считаться военнопленным в соответствии с Женевскими конвенциями.
Немцы, оправдывая своё поведение, утверждали, что итальянцы вели переговоры о сдаче острова британцам.
Это немецкое заявление не лишено оснований. В материковой Греции целая дивизия перешла к греческим партизанам (см. Разоружение дивизии Пинероло), а на Додеканеских островах итальянцы объединили свои силы с англичанами, после чего понадобилась двухмесячная додеканесская операция, чтобы выбить их. Попытка дортмундского государственного обвинителя Облуда вернуться к рассмотрению дела в 1964 году сошла на нет, а политический климат в Германии в то время был в пользу «оставить войну позади».
В 2002 году дортмундский прокурор Ульрих Маас возобновил дело против людей, ответственных за массовое убийство.
В своем офисе наряду с картой мира Маас отобразил карту Кефалонии с датами и местами казней, а также имена жертв. В результате следствия Мааса никаких обвинений и арестов не последовало.
Из 300 живых членов 1-й горной дивизии 10 были допрошены и могли бы быть подвергнуты обвинению. В настоящее время самому молодому члену дивизии — 80 лет.
Спустя 70 лет, в 2013 году, военный суд в Риме заочно приговорил бывшего унтер-офицера вермахта Альфреда Шторка (Alfred Stork) к пожизненному заключению. Шторк был признан виновным в организации массовой казни 117 итальянских офицеров на греческом острове Кефалиния, которая произошла 24 сентября 1943 года. Сам Шторк, которому которому в 2013 году было 90 лет, проживал в Германии и не стал приезжать на суд. При этом ранее Шторк в беседе с представителями немецких правоохранительных органов признавал, что был в специальном отряде, который расстрелял офицеров. Он объяснял, что вермахт рассматривал итальянцев как предателей. Однако военный суд в Риме не принял его показания во внимание.

## Память
В 1950 году останки около 3000 солдат, в том числе 189 офицеров, были эксгумированы и отправлены в Италию для погребения на итальянском военном кладбище в Бари. Останки генерала Гандина никогда не были идентифицированы.
Резня в значительной степени игнорировалась со стороны прессы и системы образования Италии до 1980 года, когда президент Италии Алессандро Пертини, бывший итальянский партизан, посетил мемориал в Кефалонии. Несмотря на признание события ещё Пертини, только в марте 2001 года другой президент Италии, Карло Чампи, посетил мемориал снова, скорее всего, под влиянием гласности, порождённой предстоящим выходом голливудского фильма «Выбор капитана Корелли».
В ходе церемонии Чампи, говоря о солдатах дивизии «Акви» заявил, что «их сознательное решение было первым актом сопротивления со стороны Италии, освобождённой от фашизма, и что они предпочли сразится и умереть за свою родину».
Резня дивизии «Акви» стала предметом новых исследований и по праву считается ярким примером итальянского Сопротивления во время Второй мировой войны.
Президенты Греции и Италии периодически принимают участие в торжественных церемониях, происходящих в Кефалонии у памятника дивизии «Акви». Научная конференция о бойне была проведена 2—3 марта 2007 года в городе Парма. Греко-итальянское общество Кефалонии содержит выставку под названием «Выставка Mediterraneo», рядом с Католической Церквью в Аргостоли, где фотографии, газетные статьи и документы демонстрируют историю бойни.

## В искусстве
- Эти события стали темой книги Луи Де Берньера «Мандолина капитана Корелли[англ.]»; в 2001 году героев книги в одноимённой кинокартине воплотили Николас Кейдж, Пенелопа Крус и Джон Хёрт.